# ایکسابپیلون
ایکسابپیلون (انگلیسی: Ixabepilone) یک داروی شیمی‌درمانی است که توسط شرکت بریستول-مایرز اسکوئیب جهت درمان سرطان ساخته شد.

## تاریخچه
ایکسابپیلون آنالوگ ساختاری نیمه‌صناعی «اپوتیلون بی» است که به‌طور طبیعی توسط باکتری گرم-منفی «سورانژیوم سلولوزوم» ساخته می‌شود. «اپوتیلون بی» طبیعی، به سبب ناپایداری متابولیکی و فارماکوکینتیک ضعیف، قابلیت تبدیل به دارو را ندارد. داروی ایکسابپیلون با بهره‌گیری از فنون شیمی دارویی، به نحوی طراحی شد که خواص اصلی و پایداری مادهٔ اولیه حفظ شود.

## داروشناسی
همانند داروی پاکلیتاکسل، ایکسابپیلون سبب پایداری و استحکام ریزلوله‌ها می‌گردد. این مادهٔ شیمیایی، دارویی بسیار قوی است که حتی در غلطت‌های کم، سلول‌های سرطانی را از بین می‌برد و فعالیت خود را حتی در برابر آن دسته از سلول‌هایی که نسبت به تاکسان‌ها مقاوم هستند، حفظ می‌کند.

## پذیرش
در ۱۶ اکتبر ۲۰۰۷، سازمان غذا و داروی ایالات متحده آمریکا این دارو را برای درمان «سرطان پستان متاستازدادهٔ پیشرفته» یا «سرطان پستان موضعی‌پخش‌شده» که به داروهای رایج شیمی‌درمانی پاسخ نمی‌دهند، تأیید کرد. در نوامبر ۲۰۰۸ میلادی، آژانس دارویی اروپا از اعطای مجوز بازاریابی به این دارو در اروپا سرباز زد.
ایکسابپیلون، یک داروی تزریقی است و با نام تجاری «ایکسمپرا» بازاریابی می‌شود.

## مصارف بالینی
ایکسابپیلون در ترکیب با کپسیتابین در درمان سرطان‌های موضعی یا پیشرفته در آن دسته از بیمارانی که پاسخی از داروهای آنتراسیکلین و تاکسان‌ها نگرفته‌اند، مؤثر بوده‌است.
پژوهش‌هایی برای استفاده از این دارو در لنفوم غیرهاجکین صورت پذیرفته‌است. در فاز ۲ کارآزمایی بالینی این دارو در درمان سرطان لوزالمعده، نتایج امیدوارکننده‌ای از مصرف تنهایی آن به‌دست آمد. پژوهش‌هایی در زمینهٔ مصرف ترکیبی این دارو در حال انجام است.